# Лирска апстракција
Лирска апстракција је појам који се примењује на једну суштинску тенденцију у модерном апстрактном сликарству која, за разлику од геометријске апстракције, има изразито ескпресиван карактер. Сво гестуално или неформално сликарство (енформел), као ташизам или акционо сликарство – које зачињу Вулс и Полок – у себи имплицитно садржи концепт лирске апстракције. Основу ове лирско-скспресивне апстракције чине, с једне стране ритмичка хармонија слике код Кандинског, а с друге, гестуално и спонтано сликарство надреалистичког аутоматизма. 

## Историја
Лирски апстракција обухвата два правца који су спојени али различити и то после Другог светског рата у Европи модерне уметности 1940-их и 1960-их с једне стране и уметности у Америци 1960-их и 1970-их година на другој страни.